# 武恵一
武 恵一（たけ けいいち）は、森川ジョージの漫画作品及びそれを原作とするアニメ『はじめの一歩』に登場する架空の人物。

## 人物・来歴
元日本フェザー級1位。一人称は「オレ」。福岡県出身。妻・桂子、一人息子・英坊と三人で暮らしている。伊達英二と同世代の選手で、その戦歴は30戦を超えている。熱心な研究によって編み出された相手の意表を突き、急場を凌ぐテクニックの数々は青木勝すら驚嘆させるほどのもので、伊達も現役時代を振り返って「戦いたくない相手だった」と評していた。
伊達の1度目の日本王者時代、日本ランキング1位として挑戦状を叩きつけたが、英坊が病気で入院し、看病のため挑戦を取り下げた。そのことで英坊がボクサーに偏見を持つ周囲からいじめに遭い、「強い王者から逃げた」と英坊になじられて以来、父親として息子のために勇敢に戦うことを心がけている。
その後再び日本ランキング1位に返り咲き、幕之内一歩の7度目の防衛戦となったチャンピオンカーニバルで自身初のタイトルマッチに挑戦。巧妙なクリンチやサウスポーから得意の接近戦に誘い込みながら、逆に懐に低く潜り込んでのショートアッパーで一歩の回転を封じ主導権を握るが、その戦法を見切り武より更に低い位置から強打を繰り出すようになった一歩に追い詰められる。最後は英坊のために小細工なしの真正面からのぶつかり合いを挑み、何度も強打を受けて意識を失くしながらも果敢に立ち向かい、一歩がデンプシー・ロールを出す直前に体をぶつけて止めるデンプシー破りを駆使するなどして一歩を追い詰めるもカウンターのアッパーから6RでKOされた。
試合後、タイトルマッチでの敗戦を機に現役引退を決意。その際英坊から、父のような勇敢なボクサーになるためボクシングを教えてほしいと懇願され、感極まっていた。生涯戦績34戦22勝15KO11敗1分。一歩戦まではダウン経験が一度もなかった。
俗に言う毒親が多い本作において、数少ないまともな人種であり、英坊の看病をするために伊達戦を放棄し、それが原因で生じた息子の誤解を解くために一歩戦を志願するほどであった。

## 得意技
- ショートアッパー（相手の懐に潜り込み、超至近距離から放つ）
- サウスポー（唐突にスイッチして相手の出鼻をくじく）
- クリンチ（脇の下から腕を持ち上げるように抱きつくなど、巧妙に攻撃の加えられない体勢をとる）
- デンプシー破り（デンプシーの発動前に体当たりして止める千堂武士同様の破り方）